# Средишња Грчка
Средишња Грчка (грч. Στερεά Ελλάδα) је историјска покрајина у Грчкој, смештена у њеном средишњем делу данашње, али која физички чини јужни део копненог дела државе. Поред копненог дела покрајина обухвата и острво Евбеју. Средиште ове покрајине је главни град Грчке, Атина.
Средишња Грчка са Пелопонезом чини сам југ Балканског полуострва.

## Данашња управна подела
Покрајина Средишња Грчка данас је управно подељена између периферија:
- Средишња Грчка — највећи део;
- Атика — југоисточни део са градом Атином;
- Западна Грчка — западни део (Етолија-Акарнанија).

## Историја
Назнаке стварања покрајине јављају се у време Османског царства, када османски Турци називају ову области Румели (Ρούμελη), будући да су Ромејима називани Грци у средњем веку.
Стварањем савремене грчке државе 1832. године држава је првобитно подељена на две области: Пелопонез и Средишњу Грчку, као физички одвојене делове нове државе, Коринтским и Патраским заливима. Тада је дати простор назван данашњим називом, по средишњем положају у грчком свету.